# O Fantasma da Ópera (musical de 1986)
The Phantom of the Opera (bra/prt: O Fantasma da Ópera) é um musical composto e co-escrito por Andrew Lloyd Webber, baseado no romance homônimo de Gaston Leroux. As músicas foram compostas por Andrew Lloyd Webber, com letras de Charles Hart e letras adicionais por Richard Stilgoe. O musical narra a história de uma bela soprano, Christine Daaé, que passa a ser a misteriosa obsessão de um gênio musical conhecido como "O Fantasma da Ópera", já que ninguém o vê nem sabe quem é. O álbum de estúdio com o elenco original está na lista dos 200 álbuns definitivos no Rock and Roll Hall of Fame, e vendeu entre 24 a 40 milhões de discos ao redor do mundo.
O Fantasma da Ópera abriu no West End, Londres em 1986 e esteve em cena na Broadway, Nova Iorque de 1988 a 2023 com o mesmo elenco principal: Sarah Brightman, Michael Crawford e Steve Barton como Christine, Fantasma e Raoul, respectivamente. A produção foi dirigida por Hal Prince, coreografada por Gillian Lynne, designer de Maria Bjornson e iluminação de Andrew Bridge. Venceu tanto o Laurence Olivier Award e Tony Award de Melhor Musical. Crawford venceu de Melhor Ator em Musical em ambas premiações.
Em 2008, a produção do West End atingiu a marca de 9000 performances. Em 9 de janeiro de 2006, a produção de Nova Iorque se tornou o espetáculo da Broadway com o maior tempo de exibição, com sua performance de número 7486. Ele comemorou seu desempenho número 10.000 na Broadway em 11 de fevereiro de 2012, a primeira produção de sempre a fazê-lo. É a terceira peça\ou musical mais tempo em cartaz de West End, depois de Les Misérables e The Mousetrap. De acordo com o website oficial, The Phantom of the Opera é a segunda produção de entretenimento de maior sucesso da história, com mais de 5 bilhões de dólares arrecadados, perdendo apenas para O Rei Leão. O musical é considerado a maior atração teatral de todos os tempos, já foi visto por 130 milhões de pessoas em 145 cidades em 24 países.
Em 2004, o show ganhou uma versão para o cinema, estrelada por Gerard Butler e Emmy Rossum.
A esperada sequência do musical, Love Never Dies, estreou em Londres em fevereiro de 2010, e deveria chegar aos palcos da Broadway em novembro do mesmo ano mas teve sua estreia várias vezes adiada por causa da recepção negativa da crítica.

## História

### Ideia
Em 1984, Lloyd Webber contactou Cameron Mackintosh, o co-produtor de Cats, para propor um novo musical. Ele estava pensando em uma peça romântica, e sugeriu o livro  O Fantasma da Ópera de Gaston Leroux como base. Eles examinaram tanto o filme de 1925 e o filme de 1943, mas não viram uma forma eficaz de passar o filme para os palcos. Mais tarde, em Nova York, Lloyd Webber encontrou uma cópia de segunda mão do romance de Leroux, que forneceu a inspiração necessária para desenvolver o musical.
— Andrew Lloyd Webber, The Phantom of the Opera Companion

### Letristas
Lloyd Webber primeiro se aproximou de Jim Steinman para escrever as letras por causa de seu "lado negro obsessivo", mas ele recusou a fim de cumprir seus compromissos em um álbum de Bonnie Tyler. Alan Jay Lerner foi então recrutado, mas ele ficou gravemente doente e foi forçado a retirar-se; nenhuma de suas contribuições (envolvendo principalmente a música "Masquerade") são creditados no show. Richard Stilgoe, o letrista de Starlight Express, escreveu a maioria das letras originais para a produção. Charles Hart, um jovem e letrista então relativamente desconhecido, mais tarde reescreveu muitas das letras, juntamente com a letra original de "Think of Me". Algumas das contribuições originais de Stilgoe ainda estão presentes na versão final, no entanto.

### Pontuação
Inspirado em parte por uma versão musical antes da mesma história de Ken Colina, a pontuação de Lloyd Webber é, por vezes lírica em estilo, mas mantém a forma e a estrutura de um musical por toda parte. As passagens de ópera de facto são reservados principalmente para personagens coadjuvantes como Andre, Firmin, Carlotta, e Piangi. Eles também são usados para fornecer o conteúdo da "óperas" ficcionais que estão ocorrendo dentro do próprio show, como Hannibal, Il Muto, e obra-prima do Fantasma, Don Juan Triunfante. "Aqui, Lloyd Webber mistura vários estilos das grandes óperas de Meyerbeer através de Mozart e até mesmo Gilbert e Sullivan". Essas peças são frequentemente apresentados como fragmentos musicais, interrompida por sequências de diálogo ou de ação, a fim de definir claramente o musical. Os extratos musicais da ópera do Fantasma, "Don Juan Triunfante", durante os últimos estágios do show, são dissonantes e modernas, sugerindo, talvez, que o Fantasma estava à frente de seu tempo artisticamente.

### Concepção, direção e coreografia
Maria Björnson desenhou os cenários e mais de 200 figurinos, incluindo os vestidos elaborados na sequência de "Masquerade". Seus cenários, incluindo o lustre, gôndola subterrânea, e escadaria, lhe rendeu vários prêmios. Harold Prince, diretor de Cabaret, Candide, Follies, e Evita de Lloyd Webber, dirigiu a produção, enquanto Gillian Lynne, a coreógrafa de Cats, foi diretora assistente da encenação musical integral e coreografia.

### Primeira pré-visualização em Sydmonton
Uma prévia do primeiro ato foi encenado no Sydmonton (casa de Lloyd Webber), em 1985, estrelado por Colm Wilkinson (mais tarde iria estrela há produção de Toronto) como o Fantasma, Sarah Brightman como Kristin (mais tarde Christine) e Clive Carter (mais tarde um membro da o elenco de Londres) como Raoul. Esta produção muito preliminar usava as letras originais de Richard Stilgoe, e muitas canções usava nomes que foram posteriormente alterados, como "What Has Time Done to Me" ("Think of Me"), e "Papers" ("Notes"). A Máscara original do Fantasma cobria todo o rosto e permaneceu no local durante toda a performance, obscurecendo a visão do ator e abafando sua voz. Björnson projetou uma meia máscara agora icônico para substituí-lo, e a seqüência do desmascaramento foi adicionada. Clipes deste desempenho foram incluídos no DVD da produção filme de 2004.

### West End
O Fantasma da Ópera começou a ter prévias no Her Majesty's Theatre em West End, Londres, em 27 de setembro de 1986 sob a direção de Hal Prince, em seguida, abriu em 9 de outubro. Michael Crawford estrelou no papel-título, com Sarah Brightman como Christine e Steve Barton como Raoul. A produção ainda está no Her Majesty's Theatre e comemorou sua 10.000ª apresentação em 23 de outubro de 2010, com a presença de Lloyd Webber e o Fantasma original, Michael Crawford. É o segundo mais longo musical de West End, depois de Les Misérables, e a terceiro mais longa produção teatral geral de West End depois de Les Misérables e The Mousetrap.
A performance de comemoração do 25º aniversário realizada em Londres, entre 1 e 2 de Outubro de 2011, no Royal Albert Hall  foi transmitido ao vivo em cinemas de todo o mundo. A produção foi produzida por Cameron Mackintosh, dirigido por Laurence Connor, encenação musical e coreografia de Gillian Lynne, cenografia de Matt Kinley, figurino de Maria Björnson, design de iluminação por Patrick Woodroffe e design de som por Mick Potter.
O elenco incluía Ramin Karimloo como o Fantasma, Sierra Boggess como Christine, Hadley Fraser como Raoul, Wynne Evans como Piangi, Wendy Ferguson como Carlotta, Barry James como Monsieur Firmin, Gareth Snook como Monsieur Andre, Liz Robertson como Madame Giry e Daisy Maywood como Meg Giry. Lloyd Webber e vários membros do elenco original, incluindo Crawford e Brightman, estavam presentes. Um DVD e Blu-ray da performance foi lançado em fevereiro de 2012.

### Broadway

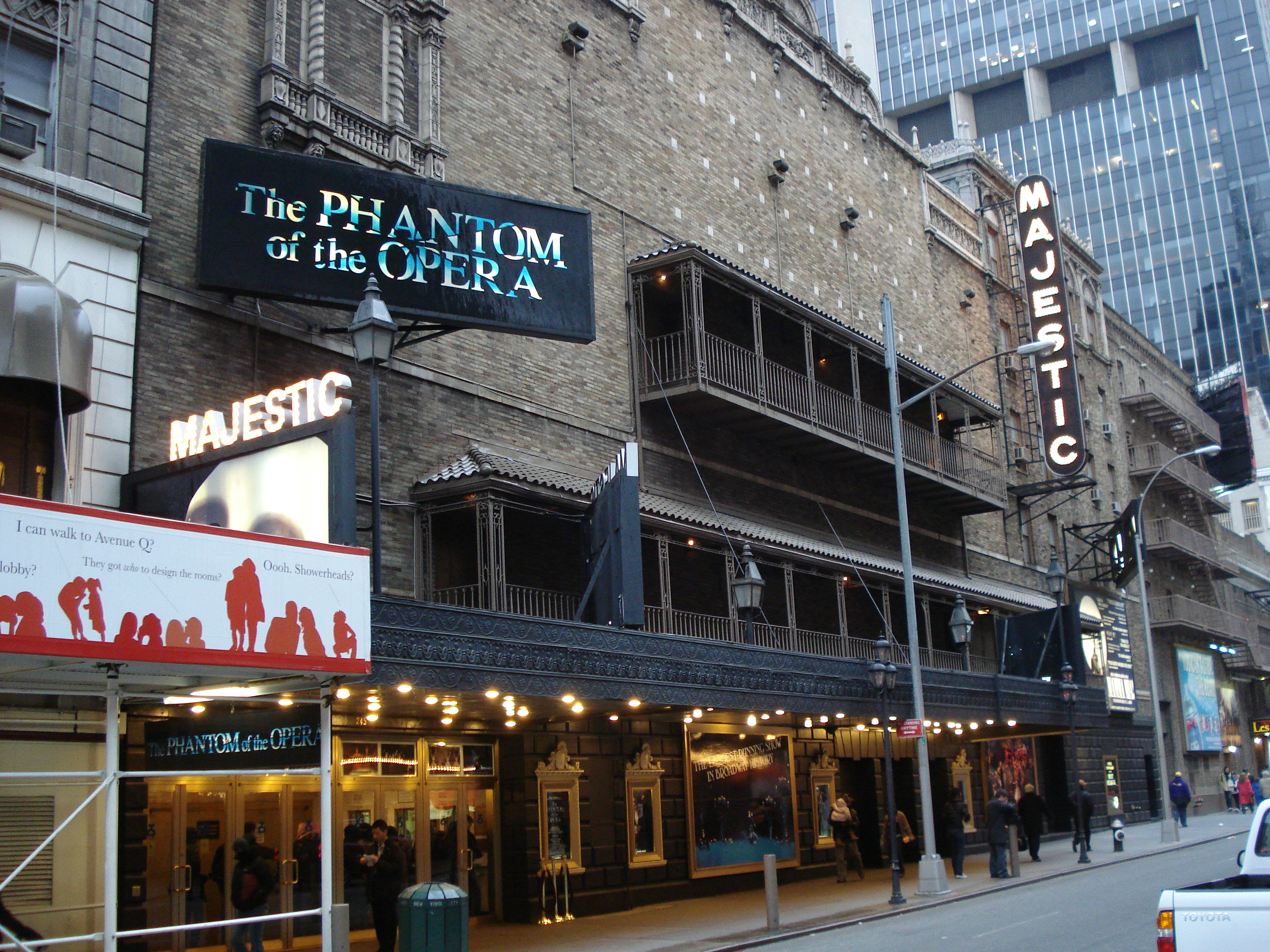
O Fantasma da Ópera no Majestic Theatre

Fantasma começou as prévias na Broadway no Teatro Majestic, em 9 de Janeiro de 1988 e inaugurado em 26 de janeiro. Crawford, Brightman, e Barton reprisaram seus respectivos papéis de West End. A produção continua a desempenhar no Majestic, onde se tornou o primeiro musical da Broadway a ultrapassar às 10.000 performances em 11 de fevereiro de 2012. Em 26 de janeiro de 2013, a produção celebrou o seu 25 º aniversário com o seu desempenho 10.400. Ele é, por mais de 3.000 apresentações, o show com maior número de apresentações na história da Broadway.
A última apresentação ocorreu em 16 de Abril de 2023, após 13.973 apresentações 

### Produções Não-profissionais
Em 2013 os direitos para realizar "Fantasma" foram liberados para grupos não-profissionais. A companhia de CLOC encenou a primeira versão amadora em maio de 2013, no National Theatre, em Melbourne, na Austrália. Em junho de 2013, Windmill Theatre Company, encenou a produção no Teatro Tambor em Dandenong. Também em junho de 2013, a Wellington Musical Theatre fez sua versão que estreou na Nova Zelândia, estrelado por Chris Crowe e Barbara Graham. Em setembro de 2013, o musical ganhou vida através de uma versão lipsync, pelo Drama Club do CCBEUC, Brasil.

## Enredo

### Prólogo
No palco da fictícia Ópera Populaire em 1905, um leilão de antigos adereços teatrais está em andamento. O lote 665 é comprado por um idoso Raoul, Visconde de Chagny, uma caixa de música feita de papel machê em forma de um macaco. Ele a olha com tristeza, lembrando que os detalhes são "exatamente como ela disse". O lote 666 é um lustre quebrado que, o leiloeiro explica, tem uma conexão com "o estranho caso do Fantasma da Ópera, um mistério nunca totalmente explicado". Quando o lustre é descoberto, as luzes piscam para a vida e magicamente se levanta sobre a plateia para sua posição original no telhado. Enquanto ele sobe, os anos voltam para trás e a Ópera retorna à sua grandeza de 1880. ("Overture")

### Ato I
Agora é 1881. Enquanto Carlotta, prima donna (papel principal) soprano da ópera, ensaia para o desempenho daquela noite, um pano de fundo cai sem aviso prévio. "O Fantasma! Ele está aqui!" os membros do elenco sussurram ansiosamente. Os novos donos do Opera, Firmin e André, tentam minimizar o incidente, mas Carlotta se recusa a continuar e irritada sai do palco. Madame Giry, supervisora do balé da Ópera, diz a Firmin e André que Christine Daaé, uma corista sueca e filha órfã de um violinista proeminente, foi "bem ensinada" e poderia cantar o papel de Carlotta. Os proprietários relutantemente aceitam á audição de Christine, e para sua surpresa, ela está à altura do desafio. ("Think of Me")
Depois no backstage de sua estreia triunfante, Christine confessa a sua melhor amiga Meg Giry (filha de Madame Giry), que ela conhece seu misterioso professor apenas como Anjo da Música. ("Angel of Music"). O novo patrono da Opera, Raoul, o Visconde de Chagny, encontra Christine, sua velha amiga de infância, em seu camarim. ("Little Lotte") Christine relembra com Raoul as histórias do "Anjo da Música" que seu falecido pai costumava contar-lhes, e confidencia que o anjo a visitou e lhe ensinou a cantar. Raoul ri de suas "fantasias" e convida-a para jantar. Ele sai e um fantasma ciumento aparece no espelho de Christine sob o disfarce de Anjo da Música. ("The Mirror / Angel of Music (Reprise)") Christine implora para ele revelar-se e o Fantasma faz, e em seguida, a orienta para um reino subterrâneo fantasmagórico. ("The Phantom of the Opera") Eles atravessam um lago subterrâneo para seu esconderijo secreto debaixo da casa de ópera. O Fantasma explica que ele escolheu Christine para cantar sua música e a encanta com sua própria voz sublime. ("The Music of the Night") Christine vê um manequim semelhante a si mesma em um vestido de casamento, e quando o manequim de repente se move, ela desmaia. O Fantasma pega-a e coloca-a delicadamente em uma cama.
Enquanto o Fantasma compõe música em seu órgão, Christine desperta ao som da caixinha de música de macaco. ("I remember ...") Ela desliza por trás do Fantasma, levanta sua máscara, e vê o seu deformado rosto. O Fantasma grita e bate nela por sua curiosidade, e então com tristeza expressa seu desejo de parecer normal e ser amado por ela. ("Stranger Than You Dream It")
Enquanto isso, dentro da casa de ópera, Joseph Buquet, o assistente de palco chefe da ópera, conta a história de como Madame Giry sabe inexplicavelmente muito sobre o Fantasma e brinda a todos com contos do "Fantasma da Ópera" e seu terrível Punjab lasso (garrote para estrangular). ("Magical Lasso") Madame Giry adverte Buquet para não falar sobre coisas que não sabe. No escritório dos gestores, Madame Giry entrega uma nota do Fantasma: Ele exige que Christine substitua Carlotta na nova ópera, II Muto, ou haverá um desastre terrível "além da imaginação" se ela não estrelar. ("Notes ...") Firmin e André asseguram a Carlotta, enfurecida, que ela continuará a ser a estrela, ("Prima Donna"), mas durante a sua performance, ("Poor fool, He makes me laugh") o Fantasma faz sua voz soar como á de um sapo. Um interlúdio de balé começa, para manter o público entretido, mas uma série de sombras ameaçadoras podem ser vistas ao fundo. De repente, o corpo de Buquet, pendurado no Punjab lasso, aparece no meio do palco. Firmin e André implora para o público se acalmar e o riso diabólico do Fantasma é ouvido ao fundo.
Na confusão que se seguiu, Christine foge com Raoul para o telhado, onde ela conta a ele sobre seu encontro subterrâneo com o Fantasma. Raoul é cético, ("Why have you brought me here? / Raoul, Ill be there"), mas jura amar e protegê-la sempre. (" All I Ask of You ") O Fantasma, que ouviu a conversa, está inconsolável. Ele furiosamente jura vingança contra Raoul, ("All I Ask of You (Reprise)") e faz o lustre da ópera cair em cima do palco enquanto a cortina cai.

### Ato II
Seis meses mais tarde, no meio do baile de máscaras, o Fantasma, fantasiado como a Morte Vermelha, faz sua primeira aparição desde o desastre do lustre. ("Masquerade/Why so silent?") Ele anuncia aos convidados atordoados que escreveu uma ópera intitulada Don Juan Triunfante. Ele exige que seja produzida imediatamente, com Christine (que agora está noiva de Raoul) no papel principal, e alerta para consequências terríveis se não fizerem as coisas do seu jeito, e desaparece em um flash de fogo e fumaça. Raoul exige que Madame Giry conte-lhe o que sabe sobre o Fantasma. Relutantemente, ela responde que ele é um músico brilhante e mágico nascido com um rosto terrivelmente deformado, que escapou do cativeiro em um show de horrores e desapareceu.
Durante os ensaios, Raoul inventa um plano para usar Don Juan Triunfante como uma armadilha para capturar o Fantasma, sabendo que o Fantasma assistirá a estreia. ("Notes / Twisted Ever Way") Christine, dividida entre seu amor por Raoul e a sua gratidão pelos ensinamentos do Fantasma, visita o túmulo de seu pai, desejando sua orientação. ("Whising You Were Somehow Here Again") O Fantasma aparece, mais uma vez sob o disfarce do Anjo da Música. ("Wandering Child") Christine quase cai sob seu feitiço, mas Raoul chega para resgatá-la. O Fantasma provoca Raoul, com lançamentos de mísseis de fogo sobre ele, ("Bravo Monsieur") até Christine implorar para Raoul ir embora com ela. Furioso, o Fantasma coloca fogo no cemitério.
Don Juan Triunfante abre com Christine e Ubaldo Piangi, principal tenor da ópera, cantando os papéis principais. ("Don Juan") Durante o dueto, Christine, de repente percebe que ela não está cantando com Piangi, mas com o próprio Fantasma. ("The Point of No Return") Ele expressa seu amor por ela e dá-lhe um anel, mas Christine arranca a máscara, expondo o rosto deformado para o público chocado. Quando Piangi é encontrado estrangulado até a morte nos bastidores, o Fantasma aproveita a confusão e sequestra Christine e foge do teatro. Uma multidão enfurecida liderada por Meg vasculha o teatro atrás do Fantasma, enquanto Madame Giry leva Raoul para a toca subterrânea do Fantasma, e avisa para ter cuidado com seu laço Punjab.
No covil, Christine é forçada a vestir o vestido de casamento da boneca. ("Down Once More/ Track down this murderer") Raoul chega, mas o Fantasma o captura com seu laço. Ele diz a Christine que irá liberar Raoul se ela concordar em ficar com ele para sempre; se ela se recusar, Raoul vai morrer. ("Final Lair") Christine diz ao Fantasma que é a sua alma que é deformada, não o seu rosto, e o beija. O Fantasma, que pela primeira vez experimenta bondade e compaixão, resolve deixar os dois livres. Christine devolve ao Fantasma o anel que ele a deu, e ele diz que a ama. Ela chora, se força a se virar, e sai com Raoul. O Fantasma, chorando, se aconchega em seu trono e se cobre com sua capa. A multidão chega ao covil e Meg tira a capa, mas o fantasma desapareceu; apenas sua máscara permanece.

## Números musicais

### Primeiro Ato
- Overture - Orquestra
- Hannibal - Carlotta, Piangi, André, Firmin, Madame Giry, Meg e Ensemble
- Pensa em Mim - Christine Daaé, Meg Giry e Raoul
- Anjo da Música - Meg Giry, Christine Daaé e o Fantasma
- Linda Lotte / O Espelho - Christine Daaé, Raoul e Fantasma
- O Fantasma da Ópera - Christine Daaé e Fantasma
- A Música da Escuridão - O Fantasma
- Eu Me Lembro / Bem Pior que os Sonhos - Christine e o Fantasma
- Magical Lasso - Buquet, Madame Giry, Meg Giry e as bailarinas
- Empresários I / Prima Donna - Monsieur Firmin, Monsieur André, Raoul, Carlotta, Madame Giry, Meg Giry, Piangi e o Fantasma
- Ah Tolo Faz-me Rir (Il Muto) - Carlotta, Joalheiro, Peruqueiro, Confidente, Meg Giry e Don Attilio
- Por que Vieste Aqui? / Eu Sei, Eu Vi - Raoul e Christine
- Preciso Ouvir de Ti - Raoul e Christine
- Preciso Ouvir de Ti (Reprise) - O Fantasma

### Segundo Ato
- Entr'acte - Orquestra
- Carnaval - Todo o Elenco
- Que Silêncio Sepulcral - O Fantasma
- Empresários II / Que Rumos Escolher - Monsieur Firmin, Monsieur André, Raoul, Carlotta, Madame Giry, Piangi e o Fantasma
- Quem Me Dera Vê-lo Outra Vez - Christine Daaé
- Pobre Criança / Bravo, Monsieur! - O Fantasma, Christine Daaé e Raoul
- Já Não Há Retorno Mais - O Fantasma e Christine Daaé
- Esconderijo Final I / O Assassino Não Pode Escapar - Raoul, Fantasma, Christine Daaé e Ensemble
- Esconderijo Final II - Raoul, Christine Daaé e o Fantasma

## Personagens principais
| Personagem                | Descrição | Ator original da Broadway | Ator original no West End | Ator do Brasil em 2005    | Ator do Brasil em 2018      |
| ------------------------- | --- | ------------------------- | ------------------------- | ------------------------- | --------------------------- |
| Erik, o Fantasma da Ópera | Um homem que nasceu com uma deformidade parcial no rosto, usando uma máscara para cobri-la. Mais tarde, se torna um gênio da música que se esconde nos fundos de uma ópera em Paris. | Michael Crawford          | Michael Crawford          | Saulo Vasconcelos         | Thiago Arancam              |
| Christine Daaé            | A jovem e ingênua bailarina e integrante do coro da Ópera de Paris, que tem aulas de canto com uma voz misteriosa, se tornando uma bela soprano.                                     | Sarah Brightman           | Sarah Brightman           | Sara Sarres e Kiara Sasso | Lina Mendes e Giulia Nadruz |
| Raoul, Visconde de Chagny | O patrono da Ópera de Paris e o amor de infância de Christine, que fará de tudo para ter o seu grande amor ao seu lado.                                                              | Steve Barton              | Steve Barton              | Nando Pradho              | Fred Silveira               |
| Carlotta Giudicelli       | A prima donna soprano da Ópera de Paris que ficará com muita inveja após o sucesso de Christine em seu lugar.                                                                        | Judy Kaye                 | Rosemary Ash              | Edna D'Oliveira           | Bete Diva                   |
| Monsieur Richard Firmin   | O ranzinza administrador da Ópera de Paris. | Nicholas Wyman            | John Savident             | Jhonatas Joba             | Sandro Christopher          |
| Monsieur Gilles André     | O leviano administrador da Ópera de Paris. | Cris Groenendaal          | David Firth               | Homero Velho              | Marcos Lanza                |
| Madame Giry               | A mestra de balé da ópera e a confidente do Fantasma. | Leila Martins             | Maria Millar              | Paula Capovilla           | Taís Vieira                 |
| Meg Giry                  | A filha de Madame Giry, integrante do balé da ópera e melhor amiga de Christine. | Elisa Heinsohn            | Janet Devenish            | Carolina Puntel           | Fernanda Muniz              |
| Ubaldo Piangi             | O principal tenor da ópera de Paris e o leal marido de Carlotta. |                           | John Aron                 | Fernando Palazza          | Cleyton Pulzi               |

- Erik, o Fantasma da Ópera (Tenor / Barítono) - Um homem que nasceu com uma deformidade parcial no rosto, usando uma máscara para cobri-la. Mais tarde, se torna um gênio da música que se esconde nos fundos de uma ópera em Paris.
- Christine Daaé (Soprano) - A jovem e ingênua bailarina e integrante do coro da Ópera de Paris, que tem aulas de canto com uma voz misteriosa, se tornando uma bela soprano.
- Raoul, Visconde de Chagny (Tenor / Barítono) - O patrono da Ópera de Paris e o amor de infância de Christine, que fará de tudo para ter o seu grande amor ao seu lado.
- Carlotta Giudicelli (Soprano) - A prima donna soprano da Ópera de Paris que ficará com muita inveja após o sucesso de Christine em seu lugar.
- Madame Giry (Mezzo-Soprano) - A mestra de balé da ópera e a confidente do Fantasma.
- Meg Giry (Mezzo-Soprano) - A filha de Madame Giry, integrante do balé da ópera e melhor amiga de Christine.
- Monsieur Richard Firmin (Barítono) - O ranzinza administrador da Ópera de Paris.
- Monsieur Gilles André (Barítono) - O leviano administrador da Ópera de Paris.
- Ubaldo Piangi (Tenor) - O principal tenor da ópera de Paris e o leal marido de Carlotta.

## O Fantasma da Ópera no Brasil
O musical iniciou sua primeira temporada no Brasil no dia 21 de abril de 2005, no Teatro Abril em São Paulo, sendo à época o espetáculo teatral mais caro feito no país. A produção teve sua temporada estendida duas vezes, até 2007. O papel do Fantasma foi atuado por Saulo Vasconcelos, que também fez o mesmo personagem na montagem do México.
Uma nova versão nacional do musical estreia pela Time For Fun no dia 02 de agosto de 2018, no atual Teatro Renault (antigo Teatro Abril), 13 anos depois da primeira versão, com direção de Harold Prince, versão brasileira de Cláudio Botelho e atualização de script de Mariana Elisabetsky e Victor Mühlethaler. Estrelando Thiago Arancam e Leonardo Neiva como O Fantasma da Ópera, Lina Mendes e Giulia Nadruz, como Christine Daaé e Fred Silveira, como Raoul.

### Elenco
| Personagem                | Elenco Brasileiro de 2005 | Elenco Brasileiro de 2018 |
| ------------------------- | --- | --- |
| O Fantasma                | Saulo Vasconcelos Covers: Fred Silveira e Marcos Tumura | Thiago Arancam Alternante: Leonardo Neiva Covers: Fred Silveira e Cleyton Pulzi |
| Christine Daaé            | Sara Sarres Alternante: Kiara Sasso Covers: Bianca Tadini e Daniela Vega | Lina Mendes Alternante: Giulia Nadruz Cover: Raquel Paulin / Daruã Góes |
| Raoul, Visconde de Chagny | Nando Pradho Cover: Fred Silveira e André Saporetti | Fred Silveira Covers: Henrique Moretzsohn e Diego Velloso / Felipe Assis Brasi |
| Carlotta Giudicelli       | Edna D'Oliveira Alternante: Cidalia Castro e Solange Siquerolli Cover: Amélia Gumes | Bete Diva / Joyce Martins Covers: Joyce Martins e Annada Sammarine / Natália Hubner e Roseane Soares |
| Monsieur Gilles André     | Homero Velho Covers: Marcos Tumura e André Saporetti | Marcos Lanza Covers: Douglas Tholedo e Diego Velloso / Felipe Assis Brasil e Diego Luri |
| Monsieur Richard Firmin   | Jhonatas Joba Cover: Rodrigo Miallaret | Sandro Christopher Covers: Rodrigo Miallaret e Leonardo Diniz |
| Madame Giry               | Paula Capovilla Covers: Alessandra Linhares e Magda Painno | Taís Víera Covers: Bianca Tadini e Natacha Wiggers |
| Ubaldo Piangi             | Fernando Palazza Cover: Rinaldo Viana | Cleyton Pulzi Covers: Gilberto Chaves e Leandro Cavalcante |
| Meg Giry                  | Carolina Puntel Covers: Júlia Duarte e Janaína Amorim | Fernanda Muniz Covers: Caru Truzzi e Carol Tangerino |
| Ensemble Masculino        | Luiz Amorim: Leiloeiro / Lefèvre Marcos Tumura: Reyer / Joalheiro Daniel Marchi: Joseph Buquet / Passarino Saulo Javan: Don Attilio Fred Silveira: Carregador / Policial André Saporetti: Carregador / Peruqueiro Misael Santos: Bombeiro / Monge Jordi Quelart: Bombeiro / Monge Swings: Eduardo Amir e Fábio Yoshihara | Rodrigo Miallaret / Leonardo Diniz: Leiloeiro / Lefèvre Douglas Tholedo / Felipe Assis Brasil Reyer / Joalheiro Paulo Santos: Joseph Buquet Misael Santos / Anderson Barbosa: Don Attilio Leonardo Diniz / Paulo Grossi: Carregador / Passarino Henrique Moretzsohn: Carregador / Peruqueiro / Policial Gilberto Chaves: Bombeiro / Monge Leandro Cavalcante: Bombeiro / Monge Swings: Diego Luri e Diego Velloso / Gustavo Ceccarelli |
| Ensemble Feminino         | Solange Siquerolli: Camareira / Confidente Cidalia Castro: Mulher do Taverneiro Bianca Tadini: Princesa / Noiva do Espelho Marly Montoni: Mulher Espanhola Alessandra Linhares: Mulher Selvagem / Pajem Amélia Gumes: Madame Firmin Swings: Anna Toledo e Renata Sampaio                                                 | Gabriela Bueno: Camareira / Confidente/ Mulher do Taverneiro Joyce Martins / Alexandra Liambos: Mulher Espanhola Raquel Paulin / Daruã Góes: Princesa / Noiva do Espelho Natália Hubner: Mulher Selvagem e Mulher Espanhola Bianca Tadini / Roseane Soares: Mulher Selvagem / Pajem Natacha Wiggers: Madame Firmin Swings: Annada Sammarine e Laura Duarte / Bianca Tadini e Maria Neto                                                |
| Ensemble Bailarinos       | Andressa Corso: Bailarina Brenda Nadler: Bailarina Carolina Kimie: Bailarina Janaína Amorim: Bailarina Júlia Duarte: Bailarina Myrthes Monteiro: Bailarina Rodrigo Vicente: Bailarino / Capataz Leandro Benedicto: Bailarino Solista Swings: Adalberto Alves e Sabrina Mirabelli                                         | Ariadne Okuyama: Bailarina Carol Paz: Bailarina Carol Tangerino: Bailarina Caru Truzzi: Bailarina Isabella Morcinelli: Bailarina Yasmim Barbosa: Bailarina Victor Vargas: Bailarino / Capataz Thiago Garça: Bailarino Solista Swings: João Luis da Matta e Larissa Leão |

#### Prêmio Bibi Ferreira
| Ano  | Categoria                     | Nomeado                       | Resultado |
| ---- | ----------------------------- | ----------------------------- | --------- |
| 2019 | Melhor Musical                | Melhor Musical                | Venceu    |
| 2019 | Melhor Musical - Voto Popular | Melhor Musical - Voto Popular | Venceu    |
| 2019 | Melhor Ator Coadjuvante       | Fred Silveira                 | Indicado  |

## Adaptações

### Versão para os cinemas
A Universal Studios comprou o direito da adaptação para os cinemas no início dos anos 90, mas apenas começou a desenvolvê-lo entre 2002-2003, após o sucesso de Moulin Rouge!, porque musicais tem fama de irem mal bilheterias. Ao invés de utilizar Michael Crawford como o Fantasma, os produtores decidiram que ele era "velho demais para seduzir uma jovem de 17 anos", e preferiram escolher um Fantasma mais jovial para agradar o público, com o escolhido sendo Gerard Butler; Emmy Rossum foi Christine. Dirigido pelo Joel Schumacher, o filme foi razoável em bilheterias mas recebeu críticas negativas pelo enredo, falta de terror\e atmosfera gótica do musical, Butler não saber cantar, entre outros. Apesar disto, foi indicado a três Oscars: Melhor Direção de Arte, Melhor Fotografia e Melhor Canção Original (Learn to be Lonely).

### Las Vegas Spetacular
Em 2006, O Fantasma da Ópera ganhou uma nova produção em Las Vegas, intitulada The Las Vegas Spetacular no Venetian Resort e Casino. Estreando em 24 de junho de 2006, a produção coloca o público numa experiência imersiva e sem entreatos de 95 minutos. Inclui alterações no libreto original, como a queda do lustre que ocorre após The Point of no Return como no filme de 2004. Foi estrelado originalmente por Sierra Boggess como Christine com Anthony Crivello e Brent Barrett alternando como o Fantasma. Após seis anos em cartaz, fechou em setembro de 2012.

### Royal Albert Hall
Em 2011, para comemorar sua marca de 25 anos em cartaz em West End, o Fantasma ganhou três shows especiais no Royal Albert Hall, com o último sendo transmitido mundialmente. Sierra Boggess foi Christine e Ramin Karimloo foi o Fantasma.

### Sequência
Lloyd Webber começou a planejar uma continuação do Fantasma da Ópera nos anos 90, mas apenas retornou ao projeto em 2006. Após anos em produção e ampla espera, Love Never Dies estreou em março de 2010 no Adelphi Theatre em West End. A história ocorre 10 anos após o original, em Coney Island, Nova Iorque. Ramin Karimloo e Sierra Boggess foram Fantasma e Christine. Love Never Dies recebeu críticas mistas e recebeu ódio generalizado dos fãs do Fantasma original, o que culminou em seu fechamento após 18 meses em cartaz. No entanto, a produção seguinte em Melbourne na Austrália, foi elogiada pelos críticos e é refeita nas demais produções do musical ao redor do mundo.

## Gravações
Gravações de elenco foram feitas em Londres, austríaco, e produções canadenses.
A gravação do elenco original de Londres 1986, lançado pela Polydor Records, em 1987, foram certificados 4 × Platina no Estados Unidos. Fantasma também foi certificada 3 × Platina no Reino Unido. A gravação elenco canadense foi 2 × Platina no Canadá.  Na Suíça, Fantasma foi certificada 3 × Platina. Gravações do elenco de Viena e o elenco Hamburgo foram certificados ouro e platina triplo, respectivamente, na Alemanha. A gravação do álbum original vendeu supostamente de 24 milhões á 40 milhões de cópias no mundo todo.
A gravação ao vivo de O Fantasma da Ópera no Royal Albert Hall foi lançado no Reino Unido em 15 de novembro de 2011 e, posteriormente, nos EUA e Canadá em 7 de fevereiro de 2012, junto com Blu-ray e vídeos em DVD, e um colecionador box set do concerto Royal Albert, com a gravação do elenco original e a sequela, Love Never Dies.

## Prêmios e indicações
| Ano  | Prêmio                 | Categoria              | Nomeação            | Resultado |
| ---- | ---------------------- | ---------------------- | ------------------- | --------- |
| 1986 | Laurence Olivier Award | Melhor Novo Musical    | Melhor Novo Musical | Venceu    |
| 1986 | Laurence Olivier Award | Melhor Ator em Musical | Michael Crawford    | Venceu    |
| 1986 | Laurence Olivier Award | Melhor Design          | Maria Björnson      | Indicado  |
| 2002 | Laurence Olivier Award | Show mais Popular      | Show mais Popular   | Venceu    |

### Produção original da Broadway
| Ano  | Premio           | Categoria                     | Nomeação                                            | Resultado |
| ---- | ---------------- | ----------------------------- | --------------------------------------------------- | --------- |
| 1988 | Drama Desk Award | Melhor Musical                | Melhor Musical                                      | Indicado  |
| 1988 | Drama Desk Award | Melhor Ator de Musical        | Michael Crawford                                    | Venceu    |
| 1988 | Drama Desk Award | Melhor Atriz em Musical       | Sarah Brightman                                     | Indicado  |
| 1988 | Drama Desk Award | Melhor Diretor                | Harold Prince                                       | Venceu    |
| 1988 | Drama Desk Award | Melhor Música                 | Andrew Lloyd Webber                                 | Venceu    |
| 1988 | Drama Desk Award | Melhor Orquestrações          | David Cullen e Andrew Lloyd Webber                  | Venceu    |
| 1988 | Drama Desk Award | Melhor Direção de Arte        | Maria Björnson                                      | Venceu    |
| 1988 | Drama Desk Award | Melhor Figurino               | Maria Björnson                                      | Venceu    |
| 1988 | Drama Desk Award | Melhor Iluminação             | Andrew Bridge                                       | Venceu    |
| 1988 | Tony Award       | Melhor Musical                | Melhor Musical                                      | Venceu    |
| 1988 | Tony Award       | Melhor Ator em Musical        | Michael Crawford                                    | Venceu    |
| 1988 | Tony Award       | Melhor Atriz em Musical       | Judy Kaye                                           | Venceu    |
| 1988 | Tony Award       | Melhor Diretor de Musical     | Harold Prince                                       | Venceu    |
| 1988 | Tony Award       | Melhor Libreto Musical        | Richard Stilgoe e Andrew Lloyd Webber               | Indicado  |
| 1988 | Tony Award       | Melhor Trilha Sonora Original | Andrew Lloyd Webber, Charles Hart e Richard Stilgoe | Indicado  |
| 1988 | Tony Award       | Melhor Design de Arte         | Maria Björnson                                      | Venceu    |
| 1988 | Tony Award       | Melhor Figurino               | Maria Björnson                                      | Venceu    |
| 1988 | Tony Award       | Melhor Iluminação             | Andrew Bridge                                       | Venceu    |
| 1988 | Tony Award       | Melhor Coreografa             | Gillian Lynne                                       | Indicado  |